# آلدو موزر
آلدو موزر (ایتالیایی: Aldo Moser؛ زادهٔ ۷ فوریهٔ ۱۹۳۴) دوچرخه‌سوار اهل ایتالیا است. وی در مسابقات جیرو دیتالیا شرکت کرده است.